# Niní Castellanos

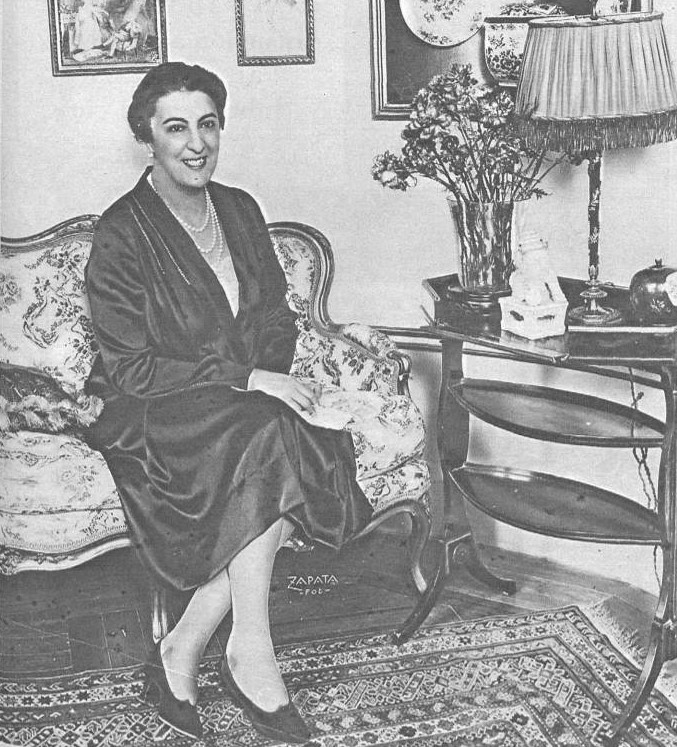
Mercedes Castellanos en la portada de Estampa, con motivo de la entrevista en que anunció su malogrado compromiso con Miguel Primo de Rivera (24 de abril de 1928)

Mercedes Castellanos y Mendeville (fallecida el 19 de septiembre de 1955), más conocida como Niní Castellanos, fue una dama de sociedad y enfermera española conocida por su matrimonio fallido con el general Miguel Primo de Rivera.

## Biografía
Fue hija del matrimonio compuesto por el diplomático Lorenzo Castellanos y Sánchez (1835-) y la uruguaya Mercedes Mendeville (-1925). El matrimonio tendría otro hijo, un varón. 
La carrera diplomática de su padre le había llevado a ser ministro plenipotenciario del Rey de España ante los reyes de Suecia y Dinamarca (1880-1889) e inmediatamente después ante México. Su padre también fue senador en la legislatura 1891-1893 por la provincia de Puerto Príncipe (en la isla de Cuba). Tras la muerte de su padre, su madre contraería un nuevo matrimonio con el coronel de artillería Manuel de Alvear y Ramírez de Haro, conde de San Félix (-1920). Mercedes prestó servicio como enfermera en París durante la Primera Guerra Mundial.
En 1921 comenzó a trabajar en el Hospital Militar de Carabanchel como dama enfermera de la Cruz Roja. Ese año conoció al general Primo de Rivera precisamente durante una visita de este a ese hospital. Desde entonces ambos iniciarían una amistad. El general llevaba viudo desde 1909 en que murió Casilda Saénz de Heredia. 
Mercedes Castellanos, como era conocida como Niní, había fundado una escuela para niñas en la madrileña calle de Toledo. A mediados de la década de 1920 adquirió un palacete en el inicio de la calle de Juan Bravo, hoy sede de la Asociación de la Prensa de Madrid.
El episodio más conocido de la vida de Mercedes se encuentra ligado a la entrevista que concedió en 1928 al periodista César González-Ruano y que sería publicada después en Estampa. En esta entrevista, Mercedes declaraba estar comprometida con el general Primo de Rivera (que desde 1923 era dictador y presidente del Consejo de Ministros). Además, Mercedes declaraba que la fecha de la boda estaba prevista para el 24 de septiembre de ese año, fiesta de la Virgen de la Merced. La entrevista pasó la censura de la dictadura, y causó una gran impresión en la sociedad de la época. El propio Primo de Rivera confirmó la noticia. Posteriormente, el 15 de mayo de 1928 el rey Alfonso XIII concedió la Real Licencia para este matrimonio. A pesar de todo ello, la boda nunca se celebraría.
Mercedes contraería matrimonio con José de Aizpuru.
Fue recibida por el general Franco en dos ocasiones. En 1950 donó una casa de su propiedad en la calle de Francisco Silvela para colegio de Huérfanos de Oficiales del ejército. En diciembre de ese año Franco le concedió la gran cruz de la Orden del Mérito Militar.
Mercedes murió el 19 de septiembre de 1955, legando el retrato de su madre por Sorolla al Museo del Prado.  El resto de sus bienes fue legado a las Hijas de la Caridad.

### Individuales
1. ↑  «Esquelas». ABC. 17 de septiembre de 1957. Consultado el 3 de enero de 2024.
2. ↑  Ponce Alberca, Julio (2022). «Anatomía De Un Escándalo Discreto: Sexo Y Política En Los Años Veinte». Historia Social (102): 23-42. ISSN 0214-2570. Consultado el 5 de enero de 2024.
3. ↑  «Castellanos y Sánchez, Lorenzo (ES.28079.HIS-0106-03)». Senado de España.
4. ↑  «El Marqués de Estella va a contraer matrimonio». El Universo. 20 de abril de 1928. p. 5.
5. ↑  «Notas de sociedad». El Imparcial (21.200). 18 de abril de 1928. p. 2.
6. ↑  Ramírez de Lucas, Juan (4 de diciembre de 1983). «El nuevo Palacio de la Asociación de la Prensa». ABC. pp. 104-105.
7. ↑  González-Ruano, César (2004). Memorias: mi medio siglo se confiesa a medias. Editorial Renacimiento. pp. 184-186. ISBN 978-84-8472-151-2. Consultado el 3 de enero de 2024.
8. ↑  «Real orden concediendo Real licencia para contraer matrimonio con doña Mercedes Castellanos y Mendiville a don Miguel Primo de Rivera y Orbaneja, Marqués de Estella, Grande de España.». Gaceta de Madrid (136). 15 de mayo de 1928. p. 876.
9. ↑  «Arte francés en una casa de entonación española». Y (revista). 1 de septiembre de 1942. p. 28.
10. ↑  «Decreto de 18 de diciembre de 1950 por el que se concede la Gran Cruz de la Orden del Mérito Militar a doña Mercedes Castellanos Mendeville.». Gaceta de Madrid (360). 26 de diciembre de 1950. p. 5996.
11. ↑  Barón, Javier. «Mercedes Mendeville, condesa de San Félix». Museo del Prado.